# Dīglūr
Dīglūr är en ort i Indien.   Den ligger i distriktet Nanded och delstaten Maharashtra, i den centrala delen av landet, 1 100 km söder om huvudstaden New Delhi. Dīglūr ligger 383 meter över havet och antalet invånare är 52 596.
Terrängen runt Dīglūr är platt. Runt Dīglūr är det ganska tätbefolkat, med 207 invånare per kvadratkilometer. Det finns inga andra samhällen i närheten. Trakten runt Dīglūr består till största delen av jordbruksmark.